# Łewkiwka (obwód kirowohradzki)
Łewkiwka (ukr. Левківка) – wieś na Ukrainie, w obwodzie kirowohradzkim, w rejonie hołowaniwskim, w hromadzie Nowoarchanhelśk. W 2024 liczyła 145 mieszkańców.